# マハン級駆逐艦
マハン級駆逐艦（マハンきゅう くちくかん、Mahan class Destroyers）は、アメリカ海軍の駆逐艦の艦級。条約型駆逐艦として概ね1935年から1937年にかけて建造された。改良型のダンラップ級駆逐艦2隻を本級に含める場合もある。

## 概要

### 船体・兵装・機関
ポーター級駆逐艦に続いて建造されたが、系譜的にはファラガット級駆逐艦に連なる。ファラガット級における欠点を修正した上で1933年に計画され、1934年から建造が始まった。
38口径5インチ（127mm）単装砲5門と21インチ（533mm）4連装魚雷発射管2基など主要な武装や艦首楼型船体はファラガット級を概ね引き継いでいるが、幅をわずかに広げた事によって船体に多少の余裕を生じさせ、両用砲の採用が可能となった。ただし、ファラガット級と同様に船首楼の一番砲と二番砲にのみ砲塔が装備された。また、4連装魚雷発射管が1基増えて8門から12門になっているが、2基が三番砲の両舷側に配されたため一度に発射できる門数は変わっていない（射線12本・片舷8本）。また、両舷側の2基の装備位置は低く波をかぶりやすかったため、荒天時には使用できなかった。機関はバブコック&ウィルコックス社の新設計によるもので、総重量は30トン増したものの予熱器を装備。機構が煩雑という欠点があったものの、馬力が引き揚げられた上に燃費が多少改善され、ファラガット級より50トン少ない燃料量にもかかわらずファラガット級と同等の航続距離を得ることができた。
1936年から順次竣工して、1933年度計画艦16隻と1934年度計画艦2隻の計18隻建造された。「ダンラップ級駆逐艦」とも呼称される1934年度計画艦は前檣が三脚檣から棒檣に改められ、一番砲と二番砲の砲塔形状も密閉型に修正された点が1933年度計画艦と異なる。本級の性能は良好であったものの必ずしも成功作とは言い難く、ファラガット級から始まっていたトップヘビー傾向は、重厚な三脚檣の採用などにより相変わらず変わっていない。ただし、18隻という建造数は日本海軍やドイツ海軍と違って、広大な海域を守る必要があるアメリカ海軍にとって大いに意味があったと解釈することもできる。

### 戦歴・兵装の変遷

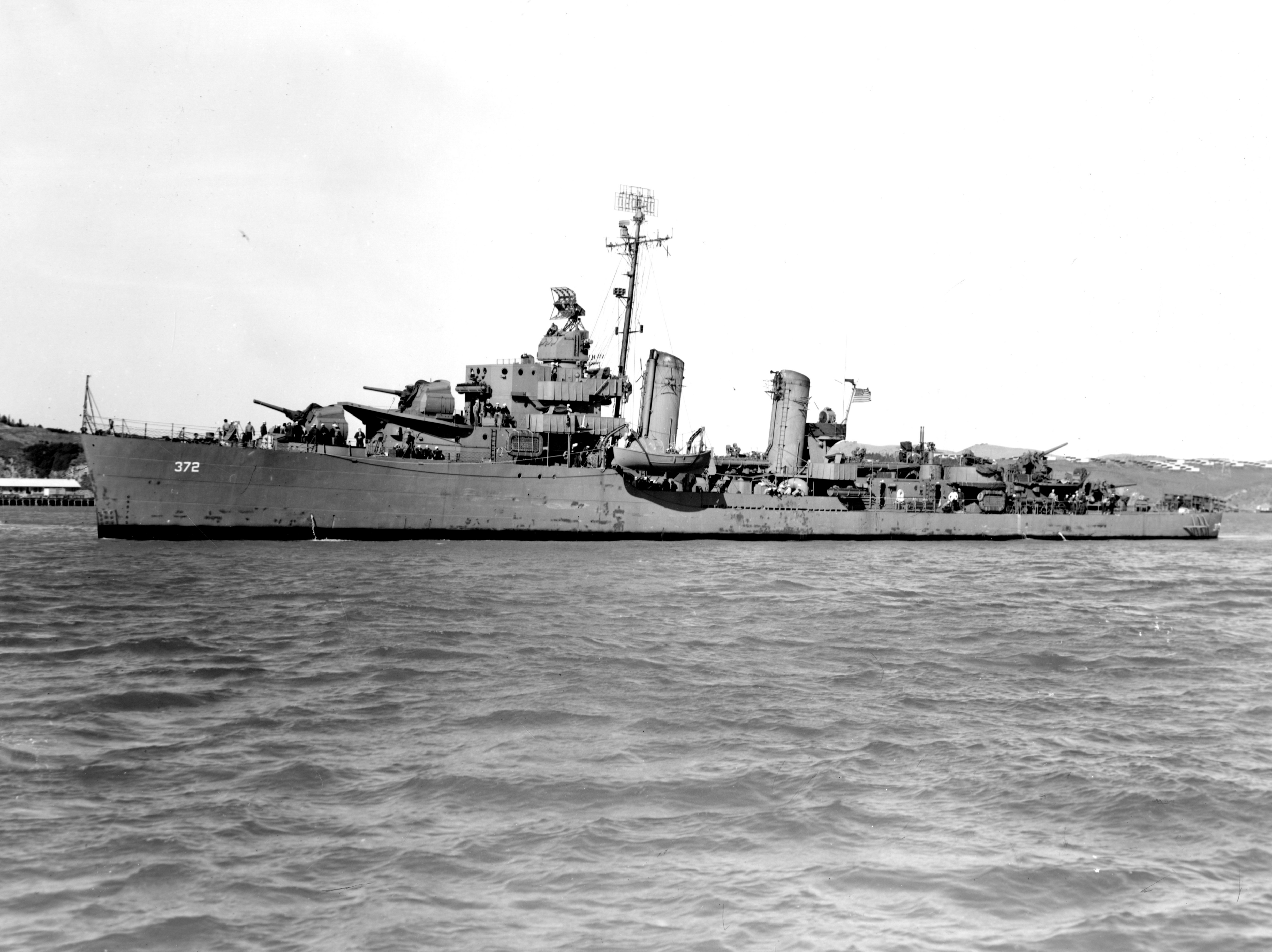
再就役後のカッシン（1944年）

全隻が太平洋戦争で日本海軍と戦った。また、アメリカ海軍が優位に立っていない緒戦から日本軍と死闘を演じたため被害も多い。1941年12月8日、真珠湾に在泊していて日本海軍の真珠湾攻撃によりショー、カッシン、ダウンズの3隻が損傷した。そのうちカッシンとダウンズは爆撃を受けて沈没し、浮揚の後に修理された上で戦列に復帰した。1942年8月4日には、タッカーが味方が敷設した機雷に触雷し、エスピリトゥサント島（現バヌアツ）近海で沈没した。同年、11月13日には第三次ソロモン海戦（米軍呼称・ガダルカナル海戦）で日本海軍との夜戦によりカッシング、プレストンが撃沈された。1943年11月、パーキンスがオーストラリア兵員輸送艦ダントルーンと衝突し沈没。下って1944年12月にはフィリピン・オルモック湾にて日本軍機（陸軍機説が有力）の突入を受け、マハンが12月7日に、リードが12月11日に撃沈された。戦闘で4隻（タッカーを含めれば5隻）、事故で2隻が沈没し、16隻中6隻を失った。戦後はカニンガムとラムソンが原爆実験クロスロード作戦に使用された他は1946年に退役し、1947年に処分された。
兵装の変遷については、まず1942年からレーダーの装備による三番砲および一部搭載品の陸揚げとエリコン20mm機関砲の装備が実施された。三番砲跡地には20mm機関砲2基、次いでボフォース 40mm連装機関砲2基が装備された。40mm機関砲の重量は半端ではなかったが、1944年10月から出現した神風特別攻撃隊対策として更なる装備が行われ、代わりに全ての魚雷発射管や四番砲の撤去が実施された艦も出現した。真珠湾攻撃で大破したカッシンとダウンズは、機関部や艤装品をそのまま使用して船体を改めて建造され再就役したが、5インチ単装砲は4基、4連装魚雷発射管は2基装備となった。

## 同型艦
- マハン (USS Mahan, DD-364)　※ウィックス級(DD-102)以来二代目

由来の人物は、『メキシコ湾と内海』を皮切りに『海上権力史論』等多数の戦略研究を著したアルフレッド・セイヤー・マハン少将。
ユナイテッド・ドライドックにて1934年6月12日起工、1935年10月15日進水、1936年9月18日就役。1944年12月7日レイテ島近海にて特攻機の突入により戦没。
- カミングス (USS Cummings, DD-365)　※カッシン級(DD-44)以来二代目

由来の人物は、南北戦争中にポート・ハドソン砲台との交戦で戦死したリッチモンド号乗組士官アンドリュー・B・カミングズ少佐。
ユナイテッド・ドライドックにて1934年6月26日起工、1935年12月11日進水、1936年11月25日就役。1945年12月14日退役後、1947年7月17日売却。
- ドレイトン (USS Drayton, DD-366)　※ポールディング級(DD-23)以来二代目

由来の人物は、南北戦争中に装甲艦モニター等の艦船建造を指揮したパーシバル・ドレイトン大佐。
バス鉄工所にて1934年3月20日起工、1936年3月26日進水、1936年9月1日就役。1945年10月9日退役後、1946年12月20日売却。
- ラムソン (USS Lamson, DD-367)　※クレムソン級(DD-328)以来三代目

由来の人物は、南北戦争中の第二次フィッシャー砦の戦いに海兵隊将校として参加したロズウェル・ラムソン大尉。
バス鉄工所にて1934年3月20日起工、1936年6月17日進水、1936年10月21日就役。1946年7月1日クロスロード作戦A実験により沈没。
- フラッサー (USS Flusser, DD-368)　※クレムソン級(DD-289)以来三代目

由来の人物は、南北戦争中のプリマスの戦いで戦死したマイアミ号艦長チャールズ・ウィリアムソン・フラッサー中尉。
フェデラル造船所にて1934年6月4日起工、1935年9月28日進水、1936年10月1日就役。1946年12月16日退役後、1948年1月6日売却。
- リード (USS Reid, DD-369)　※クレムソン級(DD-292)以来三代目

由来の人物は、星条旗を改作し、独立13州を表す十三条のデザインを固定化したサミュエル・C・リード提督。
フェデラル造船所にて1934年6月25日起工、1936年1月11日進水、1936年11月2日就役。1944年12月11日レイテ島近海にて特攻機の突入により戦没。
- ケース (USS Case, DD-370)　※クレムソン級(DD-285)以来二代目

由来の人物は、南北戦争時に北大西洋封鎖艦隊を率い、ハッテラス入り江砲台の戦いを制したオーガスタス・L・ケース少将。
ボストン海軍工廠にて1934年9月19日起工、1935年9月14日進水、1936年9月15日就役。1945年12月13日退役後、1947年12月31日売却。
- カニンガム (USS Conyngham, DD-371)　※タッカー級(DD-58)以来二代目

由来の人物は、独立戦争時にフランスを拠点に通商破壊に従事した「ダンケルク・パイレーツ」を率いたガスターヴス・カニンガム。
ボストン海軍工廠にて1934年9月19日起工、1935年9月14日進水、1936年11月4日起就役。1946年7月クロスロード作戦にて標的として使用、1946年12月20日退役後、1948年7月水没処分。
- カッシン (USS Cassin, DD-372)　※カッシン級(DD-43)以来二代目

由来の人物は、米英戦争中にタイコンデロガ号を率い、シャンプレーン湖の戦いで活躍したスティーブン・カッシン船長。
フィラデルフィア海軍造船所にて1934年10月1日起工、1935年10月28日進水、1936年8月21日就役。1945年12月17日退役後、1947年11月25日売却。
- ショー (USS Shaw, DD-373)　※サンプソン級(DD-68)以来二代目

由来の人物は、擬似戦争・第一次バーバリ戦争・米英戦争で複数の海軍艦艇の艦長を歴任したジョン・ショー。
フィラデルフィア海軍造船所にて1934年10月1日起工、1935年10月28日進水、1936年9月18日就役。1945年10月2日退役後、1946年7月解体。
- タッカー (USS Tucker, DD-374)　※タッカー級(DD-57)以来二代目

由来の人物は、独立戦争時に通商破壊、米英戦争時に沿岸防衛に従事したサミュエル・タッカー代将。
ノーフォーク海軍造船所にて1934年8月15日起工、1936年2月26日進水、1936年7月23日就役。1942年8月2日エスピリッツサント島近海の友軍機雷堰にて蝕雷沈没。
- ダウンズ (USS Downes, DD-375)　※カッシン級(DD-45)以来二代目

由来の人物は、1830年代にマケドニアン号で世界一周遠征を行い、東南アジア方面の通商保護に従事したジョン・ダウンズ船長。
ノーフォーク海軍造船所にて1934年8月15日起工、1936年4月22日進水、1937年1月15日就役。1947年12月17日退役後、1947年11月18日売却。
- カッシング (USS Cushing, DD-376)　※オブライエン級(DD-55)以来三代目

由来の人物は、南北戦争中に外装水雷を用いた決死隊を率い、南軍甲鉄艦アルベマール号撃沈を果たしたウィリアム・B・カッシング中佐。
ピュージェット・サウンド海軍造船所にて1934年8月15日起工、1935年12月31日進水、1936年8月28日就役。1942年11月13日第三次ソロモン海戦にて戦没。
- パーキンス (USS Perkins, DD-377)　※ポールディング級(DD-26)以来二代目

由来の人物は、南北戦争中に砲艦カユガ号を指揮し、サバンナ港外のジャクソン砦の突破に成功したジョージ・H・パーキンス中佐。
ピュージェット・サウンド海軍造船所にて1934年11月15日起工、1935年12月31日進水、1936年9月18日就役。1943年11月29日ニューギニア島にて豪軍輸送艦ダントルーンと衝突沈没。
- スミス (USS Smith, DD-378)　※スミス級(DD-17)以来二代目

由来の人物は、南北戦争中のハンプトン・ローズ海戦で戦死したモニター乗員ジョゼフ・B・スミス大尉。
メア・アイランド海軍造船所にて1934年10月27日起工、1936年2月20日進水、1936年9月19日就役。1946年6月28日退役後、1948年8月売却。
- プレストン (USS Preston, DD-379)　※クレムソン級(DD-327)以来三代目

由来の人物は、南北戦争中の第二次フィッシャー砦の戦いで戦死した海兵隊将校サミュエル・W・プレストン大尉。
メア・アイランド海軍造船所にて1934年10月27日起工、1936年4月22日進水、1936年10月27日就役。1942年11月14日第三次ソロモン海戦にて戦没。
- ダンラップ (USS Dunlap, DD-384)

由来の人物は、米西戦争以来、義和団の乱・パナマ危機・第一次世界大戦の欧州戦線を転戦したロバート・H・ダンラップ海兵准将。
ユナイテッド・ドライドックにて1935年4月10日起工、1936年4月18日進水、1937年6月12日就役。1945年12月14日退役後、1947年12月31日売却。
- ファニング (USS Fanning, DD-385)　※ポールディング級(DD-37)以来二代目

由来の人物は、独立戦争中にヨーロッパ沿岸でボンノムリシャール号乗組士官として歴戦したナサニエル・ファニング大尉。
ユナイテッド・ドライドックにて1935年4月10日起工、1936年9月18日進水、1937年10月8日就役。1945年12月14日退役後、売却。

## 登場作品
『駆逐艦キーリング（原題：『The Good Shepherd / C・S・フォレスター』）』
架空艦「キーリング」として登場。